# Johann Philipp Glökler
Johann Philipp Glökler (* 12. Januar 1819 in Tuningen; † 21. März 1889 in Stuttgart) war ein württembergischer Pädagoge, Lyriker und Literaturhistoriker.

## Leben und Wirken
Johann Philipp Glökler, Sohn eines Lehrers in Tuningen (Oberamt Tuttlingen), besuchte das Lehrerseminar in Esslingen am Neckar. Bereits im Jahre 1838 kam er als Lehrer zunächst an die höhere Töchterschule in Ludwigsburg. Nach seiner Lehrerprüfung war er längere Zeit an der Ludwigsburger Realschule tätig. 1862 wechselte er an die königliche Realanstalt in Stuttgart, wo er 1881 den Titel eines Gymnasialprofessors erhielt.
Glökler veröffentlichte mehrere Schriften auf dem Gebiet der Pädagogik, die eine hohe Auflagenzahl erreichten. Er betätigte sich aber auch als Schriftsteller, vor allem von Lebensbildern, Literaturhistoriker und Lyriker. Besonders zu erwähnen ist sein dreibändiges Werk über "Land und Leute Württembergs".
Glökler betätigte sich in Stuttgart bei den Freimaurern.

## Veröffentlichungen (Auswahl)
- Die Ausstellung der Arbeiten Württembergischer Volksschulen, beleuchtet nach ihrer bedenklichen und gefährlichen Seite. Ein Wort an Schulmänner und Schulfreunde. Schober, Stuttgart 1864 (Digitalisat).

- Land und Leute Württembergs in geographischen Bildern. 2. mit illustr. versehene Ausgabe. Drei Bände. Fischhaber, Stuttgart 1864 (Digitalisat Bd. 1, Bd. 2, Bd. 3)
- Schwäbische Frauen. Lebensbilder aus den letzten drei Jahrhunderten. Koch, Stuttgart 1865 (2. unveränderte Aufl. 1868 u.d.T.: Aus der Frauenwelt).
- Heimathklänge. Lieder für religiöses Gemüthsleben. 2. verm. Auflage. Schneider, Mannheim 1868 (neue Ausgabe 1881).
- Johannes Kepler, der Astronom. Ein Lebensbild. Steinkopf, Stuttgart 1870.
- Der Patriot Johann Jakob Moser. Ein Lebensbild aus dem 18. Jahrhundert. Steinkopf, Stuttgart 1872 (Digitalisat).
- Für stille Stunden. Betrachtungen für religiöses Gemüthsleben. Bonz, Stuttgart 1877.
- Im Leide. Lieder des Trostes. Bonz, Stuttgart 1883.
- Stoffe zu Rechtschreib- und Aufsatzübungen. Stuttgart 1885.
- Festschrift zur Feier des fünfzigjährigen Jubiläums der Freimaurerloge im Or. Stuttgart am 11. Okt. 1885. Metzler, Stuttgart 1885.
- Johann Valentin Andreä. Ein Lebensbild, zur Erinnerung an seinen dreihundersten Geburtstag. Hänselmann, Stuttgart 1886 (Digitalisat).
- (mit Karl Aßfahl): Deutsches Sprach- und Übungsbuch für die zweite Stufe des grammatischen Unterrichtes in höheren Lehranstalten. Bearb. von Karl Erbe. 6. Aufl. Bonz, Stuttgart 1903.
- (mit Karl Aßfahl): Kurzgefaßte deutsche Sprach- und Aufsatzlehre. Durchgesehen von Karl Erbe. 16. Aufl. Bonz, Stuttgart 1911.
- Aufsatzübungen. Ausgewählt und neubearbeitet von J. B. Blaß. Bonz, Stuttgart 1925.